# كريستينا
بلدية كريستينا (بالإسبانية: Cristina)‏, هي إحدى بلديات مقاطعة بطليوس, التي تقع في منطقة إكستريمادورا, والتي تقع في غرب إسبانيا.
يبلغ عدد سكانها 548 نسمة وفقاً لإحصائية سنة (2002).